# Капустин, Алексей (футболист)
Алексей Капустин (эст. Aleksei Kapustin; род. 12 мая 1965, Таллин) — советский и эстонский футболист, защитник, тренер.

## Биография
В советский период провёл два сезона с перерывом в соревнованиях мастеров, выступая за таллинский ШВСМ/«Спорт», всего сыграл 11 матчей во второй лиге. Также выступал за таллинские клубы в чемпионате Эстонской ССР среди коллективов физкультуры. В составе «Темпо» в 1987 году и ТФМК в 1990—1991 годах становился чемпионом республики. Участник футбольных турниров Спартакиады народов СССР 1983 и 1986 годов в составе юниорской сборной Эстонской ССР.
После распада СССР продолжал играть за ТФМК в высшем дивизионе Эстонии, клуб в этот период носил названия «ФМФ-90», «Николь», «Лантана-Марлекор», «Тевальте-Марлекор», «Марлекор», ТФМК. Всего за 11 лет сыграл 224 матча и забил 12 голов в высшей лиге, также участвовал в играх еврокубков. Неоднократный призёр чемпионата Эстонии. По состоянию на 2001 год был капитаном команды.
В 2002 году завершил профессиональную карьеру, затем ещё несколько лет выступал за резервные составы ТФМК в низших лигах. После расформирования ТФМК присоединился к таллинскому клубу «Атлетик» (позднее — «Инфонет», «ФКИ Таллинн»). В 2009—2012 годах несколько раз включался в заявку на матчах клуба и его резервных составов, но не выходил на поле. В 2012 году в 47-летнем возрасте играл в пятом дивизионе за таллинский «Ахтамар».
Много лет работает в клубе «ФКИ Таллинн» детским тренером. В 2017 году возглавлял второй состав клуба, выступавший в первой лиге Эстонии, в мае 2017 года был признан лучшим тренером первой лиги. Имеет тренерскую лицензию «В».

## Достижения
- Серебряный призер чемпионата Эстонии: 2001
- Бронзовый призёр чемпионата Эстонии: 1992, 1995/96, 2000, 2002